# Rolf Pfeifer
Rolf Pfeifer (* 24. Februar 1947 in Zürich) ist ein Schweizer Informatiker und emeritierter Hochschullehrer an der Universität Zürich.

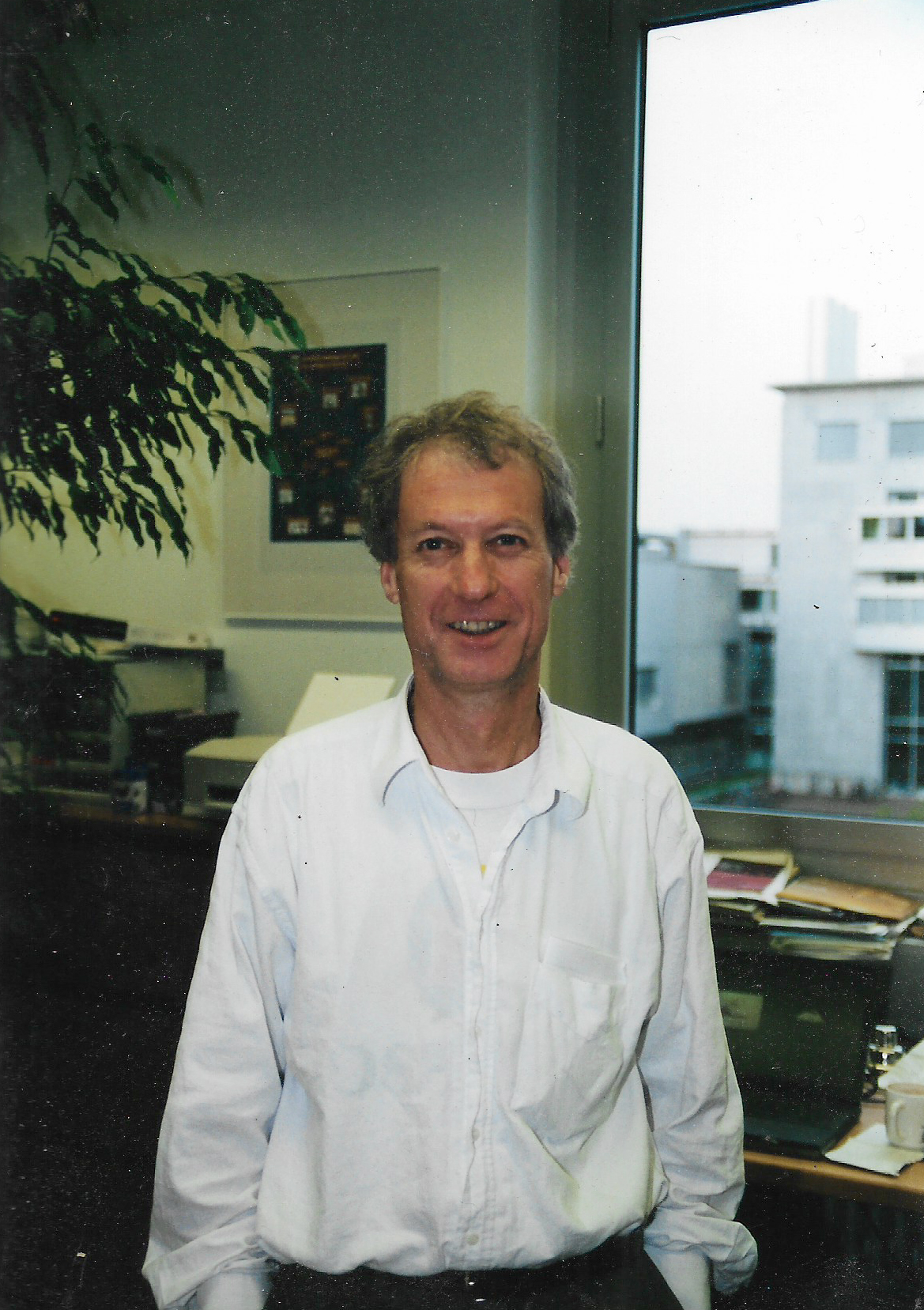
Rolf Pfeifer (2020)

## Leben
Rolf Pfeifer wuchs in Wollishofen auf. Er studierte Mathematik und Physik an der ETH Zürich und promovierte 1979 in der Informatik bei Carl August Zehnder mit der Dissertation Formalisierung in der Psychologie mit Hilfe von Computersimulation unter besonderer Berücksichtigung von Techniken der „Künstlichen Intelligenz“-Forschung. Als Postdoktorand arbeitete er an den Universitäten Carnegie Mellon und Yale.
1987 wurde Pfeifer Professor für Computerwissenschaften am Institut für Informatik der Universität Zürich. Zudem war er Direktor des Labors für künstliche Intelligenz. Gastprofessuren und Forschungsaufenthalte führten ihn an die Freie Universität Brüssel, das CSAIL am MIT und die Universität Tokio.
Im Jahre 2014 wurde er an der Universität Zürich emeritiert. Danach trat er eine besondere Professur an der Universität Osaka und eine Gastprofessur an der Jiaotong-Universität Shanghai an.
Innerhalb der KI war Rolf Pfeifer ein früher Verfechter der Ansicht, dass die Entwicklung eines künstlich intelligenten Systems eine Verkörperung erfordere, d. h. ein physisches mit Sensorik und Aktorik ausgestattetes System sein müsse (siehe Embodiment).

## Publikationen
- Understanding Intelligence, Bradford Books, 2001; mit Christian Scheier
- How the Body Shapes the Way We Think: A New View of Intelligence, Bradford Books, 2006; mit Josh Bongard
- Designing Intelligence, GRIN, 2013, mit Josh Bongard und Don Berry